# Pagyda nebulosa
Pagyda nebulosa là một loài bướm đêm trong họ Crambidae.

## Hình ảnh

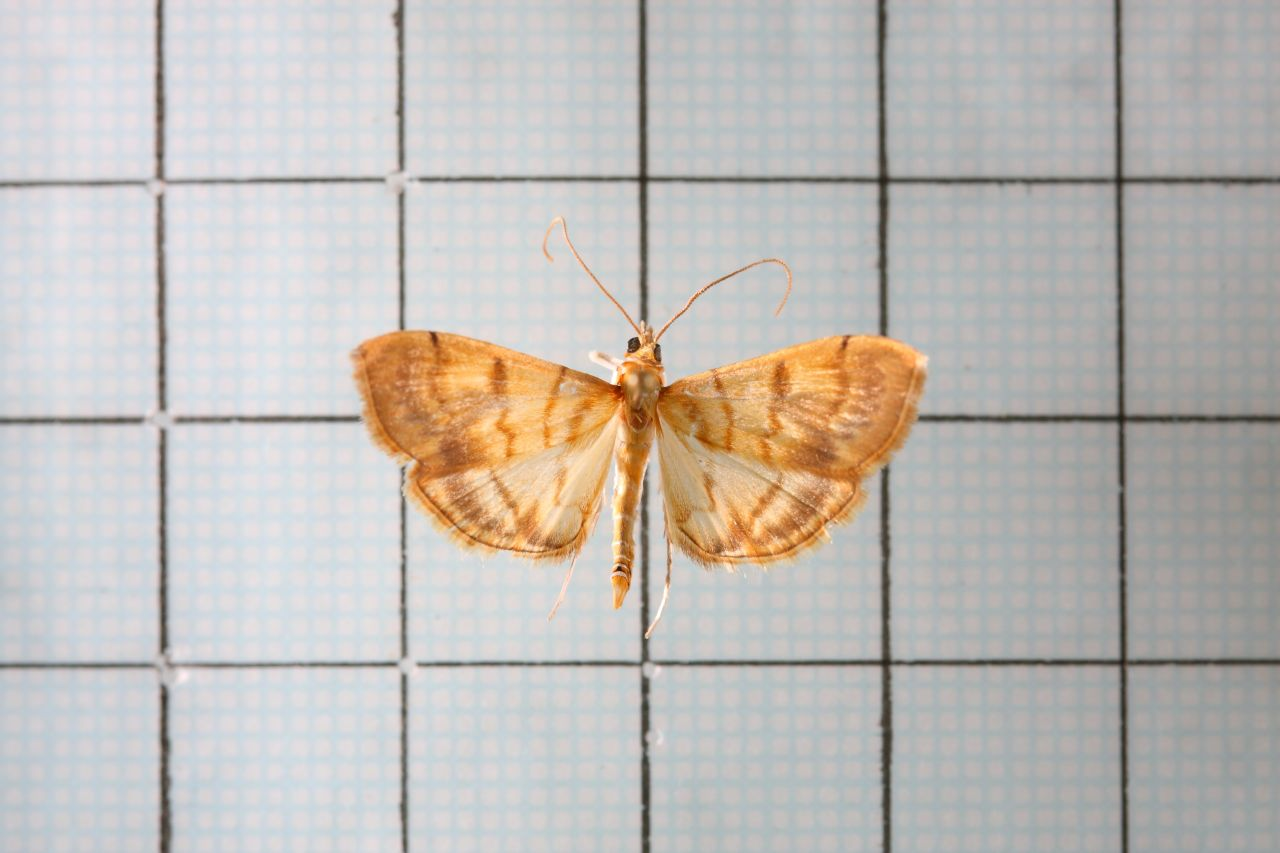